# Kambadala Hosuru, Bhadravati
Kambadala Hosuru là một làng thuộc tehsil Bhadravati, huyện Shimoga, bang Karnataka, Ấn Độ.